# Керимяки
Керимяки (фин. Kerimäki) — коммуна в провинции Южное Саво Финляндии, в 23 км от Савонлинны. Уставная грамота принята в 1642 году.

## Транспорт
Государственная дорога 71 проходит через Керимяки из Савонлинны в Китеэ. Через южную часть коммуны проходит государственная дорога 14 и железная дорога из Париккалы через Савонлинну в Пиексямяки, но без вокзала в Керимяки.

## Церковь Керимяки

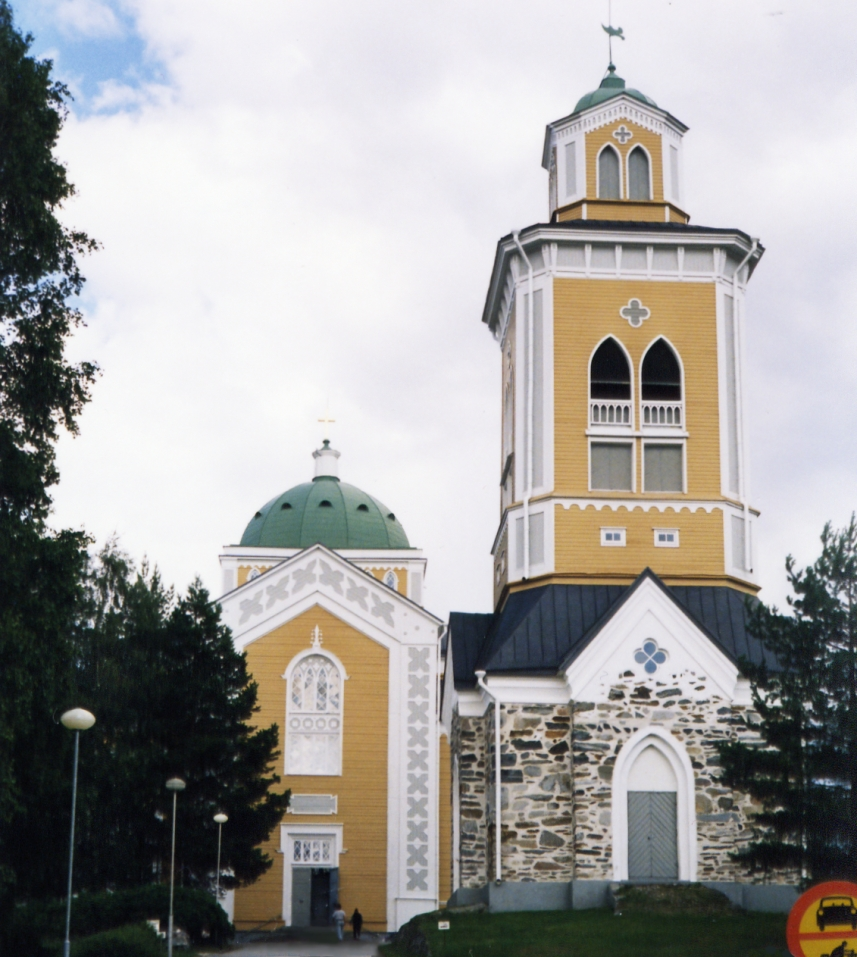
Церковь Керимяки

Строительство местной лютеранской церкви продолжалось три года и было завершено 25 сентября 1847 года. В строительстве участвовали горожане, внося обязательные пожертвования. Освящение состоялось на праздник Пятидесятницы 11 июня 1848 года.
Эта церковь любопытна как одна из самых больших деревянных церквей мира. Сидячих мест 3400, а всего в церкви могут одновременно находиться 5000 человек (почти все население коммуны). Стиль церкви — эклектика, пол крестообразный, внутреннее помещение разделено на два этажа. Колокольня стоит отдельно на твёрдой каменной кладке. Размеры церкви — 45 метров в длину, в ширину 42 метра, а в высоту 27 метров, по легенде были получены по ошибке. Архитектор разработал проект церкви в сантиметрах, а построили здание по английской системе мер, в дюймах.
Церковь Керимяки участвует в оперном фестивале Савонлинна, ежегодно её посещают свыше 50000 туристов.